# Afrocercus
Afrocercus is een geslacht van haften (Ephemeroptera) uit de familie Caenidae.

## Soorten
Het geslacht Afrocercus omvat de volgende soorten:
- Afrocercus forcipatus
- Afrocercus guinensis
- Afrocercus inflatus
- Afrocercus sartorii